# Anaksimen
Anaksimén ali Anaksiménes (starogrško starogrško Άναξιμένης: Anaksiménes), starogrški filozof in učenjak, * 585 pr. n. št. (584, 570), Milet, † 525 pr. n. št. (okoli 500, 523, 524, 528, okoli 526).
Anaksimena skupaj z njegovimi predhodniki štejemo za enega od tvorcev zahodne filozofije.

## Življenje in delo
O Anaksimenu, avtorju izgubljene razprave, je ostalo malo podatkov. Lahko ga obravnavamo kot znanstvenika, kozmologa in astronoma (zanimali so ga meteorološki problemi), ampak v načinu postavljanja vprašanj je bil vsekakor filozof. Anaksimen je bil verjetno v mladosti Anaksimandrov učenec ali prijatelj. Bil je predstavnik jonske filozofske šole in zadnji v nizu filozofov v Miletski šoli. 
Podobno kot Tales, je tudi on vzel enega izmed osnovnih štirih elementov (voda, ogenj, zemlja, zrak) kot neko splošno osnovo, prapočelo vsega kar obstaja (arhé). Za to prapočelo je imel zrak (ἀήρ - aer), iz katerega z razredčevanjem (araiosis) in zgoščevanjem (pyknosis) nastajajo vse stvari. Zrak mu je bil tudi načelo življenja. Zrak je neskončen in se neprestano giblje. Z razredčevanjem nastaja ogenj, z zgoščevanjem pa veter, oblaki, voda in zemlja. Z nadaljnjim spajanjem nastajajo zapletenejša telesa. Z zaključkom, da je svet sestavljen iz zraka, je Anaksimen uporabil svojo teorijo, da je oblikoval shemo, ki predstavlja začetke in naravo Zemlje ter drugih nebesnih teles.
Opazil je povezavo med agregatnim stanjem in temperaturo. Po njem je razredčevanje enako segrevanju in zgoščevanje hlajenju. Učil je da je duša sestavljena iz zraka. Zanj je bil kozmološki razvoj periodičen kot pri Anaksimandru. Kakor se je pri načelu stvari odločil za neki empirično znan element se je na ta način vrnil nazaj od Anaksimandra k Talesu. 
V astronomiji je ponovno zastopal staro učenje, da je Zemlja valjasta plošča, ki jo drži zrak (pri Talesu pa voda). Prvi je jasno ločeval planete od zvezd. Zatrjeval je, da je mavrica naravni pojav in ne nekaj nadnaravnega.

## Priznanja
Poimenovanja
Po njem se imenuje udarni krater Anaksimen na Luni s koordinatama 72,5° severno; 44,5° zahodno, premerom 80 km in globino 2,5 km.